# Léproserie des Deux-Eaux
La léproserie des Deux-Eaux est située à Bréviandes dans l'actuel département de l'Aube, en région Grand Est (ex-région Champagne-Ardenne).

## Histoire

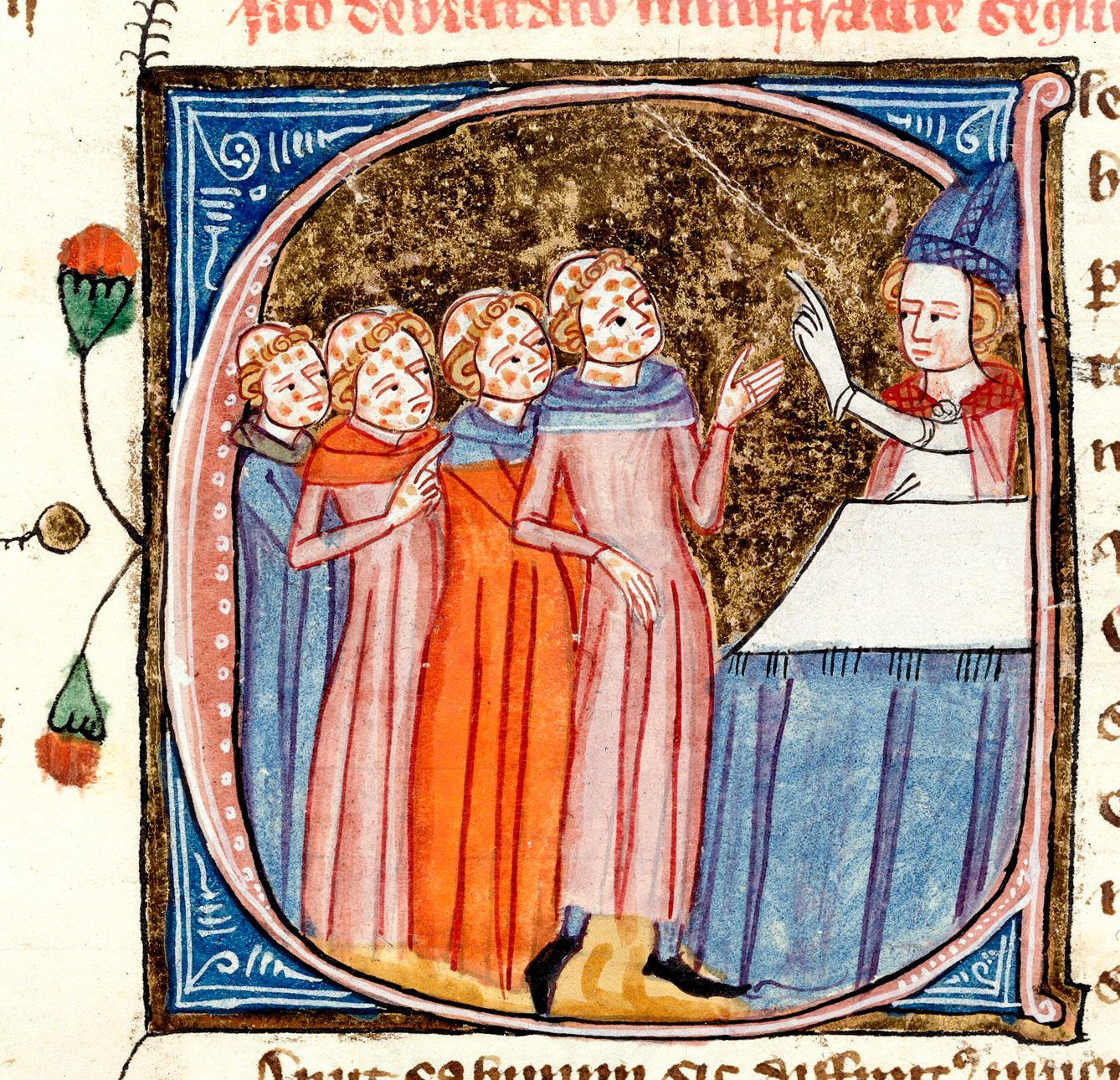
Victimes de la lèpre recevant la parole d'un évêque. Omne Bonum, de James le Palmer, Londres, 1360-1375.

La date de la fondation de la léproserie des Deux-Eaux est inconnue, mais très ancienne. Elle existait déjà au XIe siècle. La plus ancienne charte qui concerne cette institution émane du comte de Champagne Hugues en 1123. Une autre charte du comte de Champagne Henri Le Libéral la qualifie d'« antique ».
Elle était située à Bréviandes, à côté de Troyes, entre deux ruisseaux, la Hurande et le Triffoire, d'où elle tirait son nom et qui limitaient l'établissement, à droite de la route que va de Troyes à Dijon.
En 1630, elle est réunie aux hôpitaux de Troyes puis est détruite en 1733.
Une croix de bois aurait été implantée en mémoire de la léproserie, mais elle aurait été renversée en 1789, pendant la Révolution.

## Source
- Auguste Harmand, Notice historique sur la léproserie de la ville de Troyes, suivie de la Liste des dons faits à cette maison [etc.], Troyes, Bouquot, 1849 (lire en ligne).